# العلاقات الألمانية الغامبية
العلاقات الألمانية الغامبية هي العلاقات الثنائية التي تجمع بين ألمانيا وغامبيا.

## مقارنة بين البلدين
هذه مقارنة عامة ومرجعية للدولتين:
| وجه المقارنة                                              | ألمانيا                                                                              | غامبيا       |
| --------------------------------------------------------- | ------------------------------------------------------------------------------------ | ------------ |
| المساحة (كم2)                                             | 357.41 ألف                                                                           | 11.30 ألف    |
| عدد السكان (نسمة)                                         | 81.29 مليون                                                                          | 2.10 مليون   |
| الكثافة السكانية (ن./كم²)                                 | 227.44                                                                               | 185.84       |
| العاصمة                                                   | بون، برلين                                                                           | بانجول       |
| اللغة الرسمية                                             | اللغة الألمانية                                                                      | لغة إنجليزية |
| العملة                                                    | يورو، مارك ألماني                                                                    | دالاسي غامبي |
| الناتج المحلي الإجمالي (بليون دولار)                      | 3.68 تريليون                                                                         | 1.01 مليار   |
| الناتج المحلي الإجمالي (تعادل القوة الشرائية) بليون دولار | 3.92 تريليون                                                                         | 3.34 مليار   |
| الناتج المحلي الإجمالي الاسمي للفرد دولار أمريكي          | 41.31 ألف                                                                            | 471          |
| الناتج المحلي الإجمالي للفرد دولار أمريكي                 | 46.40 ألف                                                                            |              |
| مؤشر التنمية البشرية                                      | 0.926                                                                                | 0.441        |
| رمز المكالمات الدولي                                      | +49                                                                                  | +220         |
| رمز الإنترنت                                              | .de                                                                                  | .gm          |
| المنطقة الزمنية                                           | توقيت وسط أوروبا، ت ع م+01:00، ت ع م+02:00، توقيت أوروبا الوسطى المعياري (ت غ م +1) ‏ | 00           |

## منظمات دولية مشتركة
يشترك البلدان في عضوية مجموعة من المنظمات الدولية، منها:
| علم المنظمة | اسم المنظمة                                                | تاريخ انضمام ألمانيا | تاريخ انضمام غامبيا |
| ----------- | ---------------------------------------------------------- | -------------------- | ------------------- |
|             | مؤسسة التمويل الدولية                                      | 20 يوليو 1956        | 19 سبتمبر 1983      |
|             | منظمة حظر الأسلحة الكيميائية                               | 29 أبريل 1997        | ?                   |
|             | يونسكو                                                     | 11 يوليو 1951        | 1 أغسطس 1973        |
|             | البنك الإفريقي للتنمية                                     | ?                    | ?                   |
|             | الأمم المتحدة                                              | 18 سبتمبر 1973       | 21 سبتمبر 1965      |
|             | الاتحاد الدولي للاتصالات                                   | 1866                 | 27 مايو 1974        |
|             | منظمة الشرطة الجنائية الدولية                              | ?                    | ?                   |
|             | البنك الدولي للإنشاء والتعمير                              | 14 أغسطس 1952        | 18 أكتوبر 1967      |
|             | العملية المشتركة للاتحاد الأفريقي والأمم المتحدة في دارفور | ?                    | ?                   |
|             | الاتحاد البريدي العالمي                                    | 1 يوليو 1875         | ?                   |
|             | مؤسسة التنمية الدولية                                      | 24 سبتمبر 1960       | 18 أكتوبر 1967      |
|             | منظمة التجارة العالمية                                     | ?                    | ?                   |
|             | المركز الدولي لتسوية المنازعات الاستشارية                  | 18 مايو 1969         | 26 يناير 1975       |
|             | وكالة ضمان الاستثمار متعدد الأطراف                         | 12 أبريل 1988        | 11 سبتمبر 1992      |

## أعلام
هذه قائمة لبعض الشخصيات التي تربطها علاقات بالبلدين:
- دينيس شرودر (لاعب كرة سلة ألماني، 15 سبتمبر 1993 – )
- ليون غوارا (لاعب كرة قدم ألماني، 28 يونيو 1996[34] – )
- ماريان سار (لاعب كرة قدم ألماني، 30 يناير 1995[35] – )

## وصلات خارجية
- موقع وزارة الخارجية الألمانية
- موقع وزارة الخارجية الغامبية